# A87 (Groot-Brittannië)
De A87 of Road to the Isles is een weg in het Verenigd Koninkrijk die de belangrijkste verbinding vormt op Skye en de veerboot op de Buiten-Hebriden.
De weg loopt van Uig in oostelijke richting naar Invergarry. De weg heeft een lengte van 159,3 kilometer. De Skye Bridge is een onderdeel van de weg. Bij Broadford op Skye splitst de B8083 zich af in de richting van Elgol en Loch Scavaig.

## Plaatsen langs de weg, van west naar oost

### Skye
- Uig
- Earlish
- Romesdal
- Eyre
- Kensaleyre
- Borve
- Portree
- Glenvarragill
- Sligachan
- Sconser
- Luib
- Dunan
- Harrapool
- Skulamas
- Upper Breakish

### Highland
- Kyle of Lochalsh
- Balmacara
- Kirkton
- Auchtertyre
- Nostie
- Ardelve
- Dornie
- Inverinate
- Ault a' chruinn
- Invershiel
- Shiel Bridge
- Loch Cluanie
- Loch Garry
- Invergarry, aansluiting op de A82

## Afbeeldingen

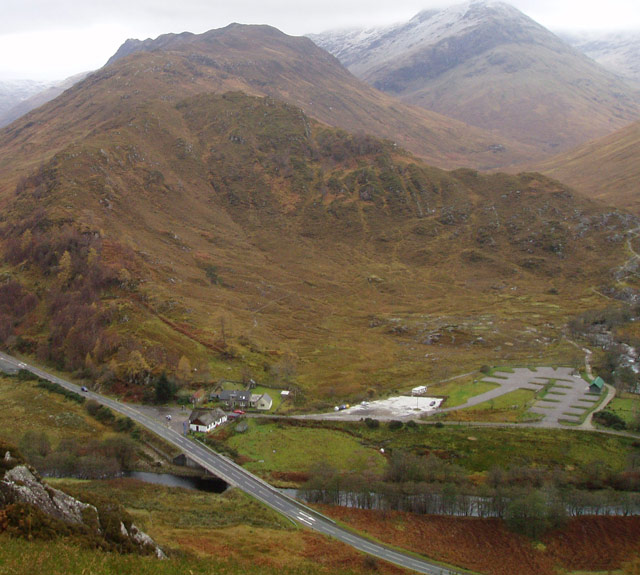
De Shiel Bridge
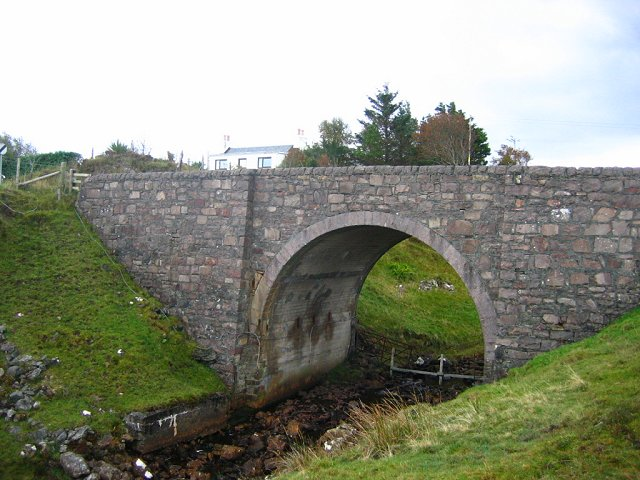
De A87 op Skye
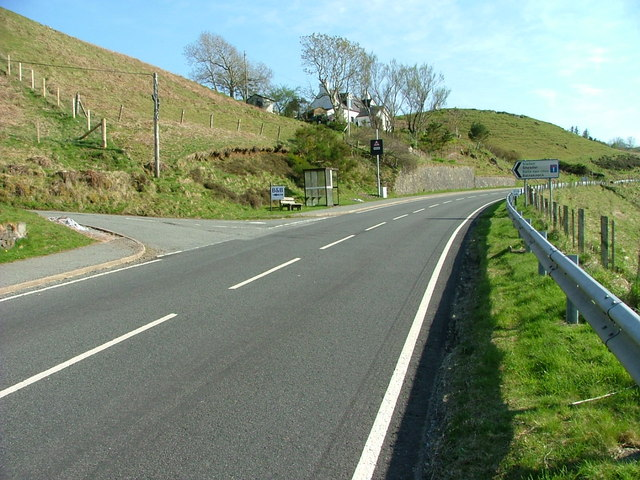
Een afslag
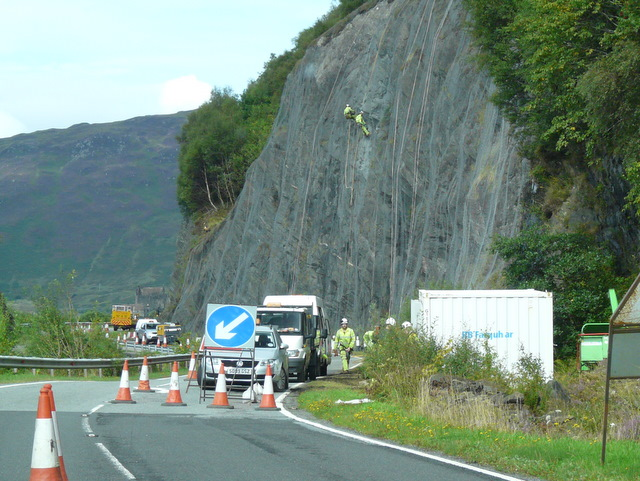
Wegwerkzaamheden op de A87
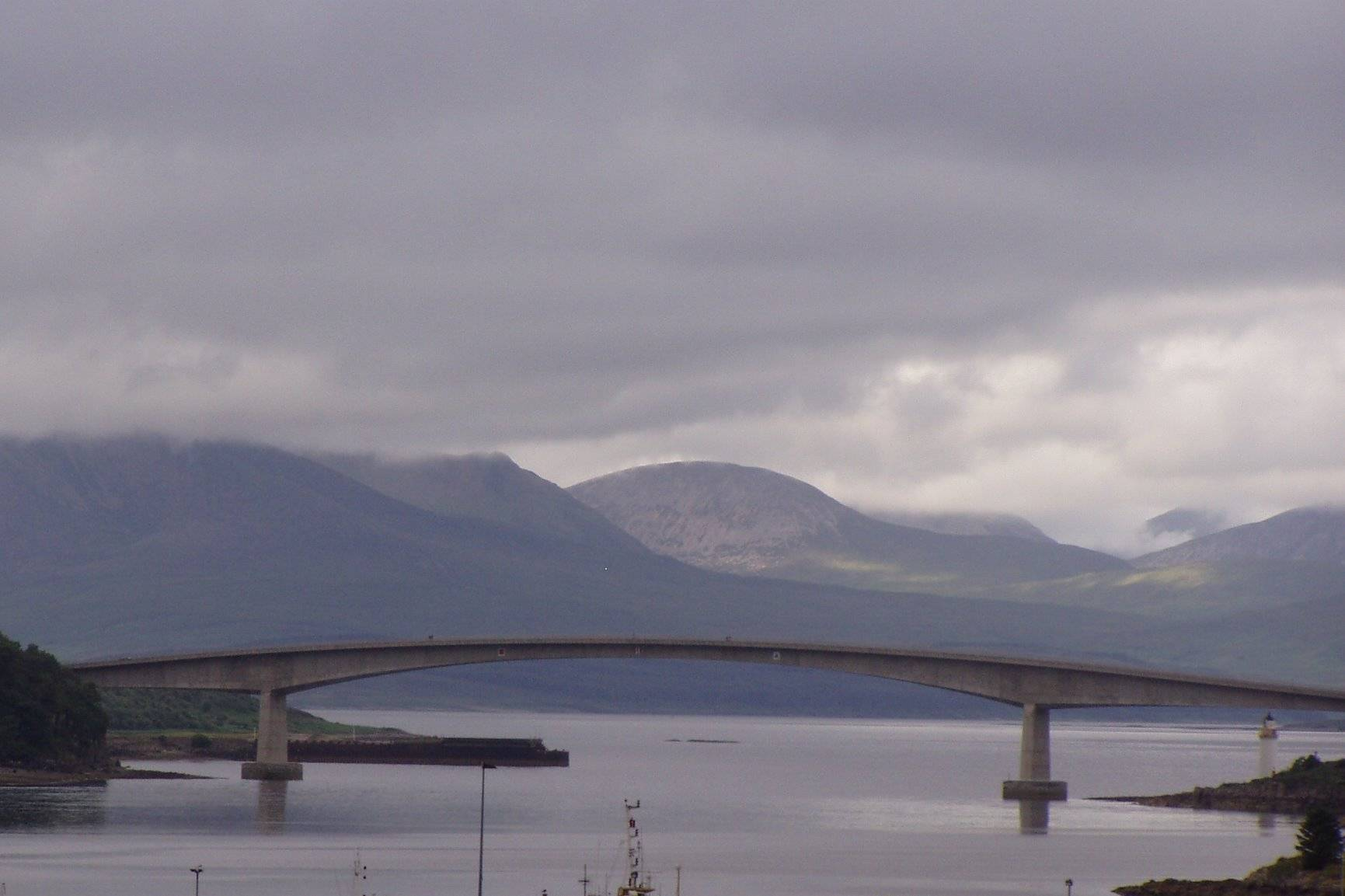
Skye Bridge